# سیارک ۵۳۱۸
سیارک ۵۳۱۸ (به انگلیسی: 5318 Dientzenhofer، نامگذاری:1985HG1) پنج هزار و سیصد و هجدهمین سیارک کشف شده‌است که در ۲۱ آوریل ۱۹۸۵ کشف شد.
قدر مطلق سیارک برابر ۱۳٫۳۰ است.